# Sessea
Sessea, biljni rod iz porodice pomoćnica smješten u tribus Cestreae, dio potporodice Cestroideae. Sastoji se od 21 vrste iz Južne Amerike.
Rod je opisan u Florae Peruvianae, et Chilensis Prodromus 21. 1794.

## Vrste
1. Sessea acuminata Francey
2. Sessea andina Francey
3. Sessea colombiana Francey
4. Sessea confertiflora Francey
5. Sessea corymbiflora Goudot ex Taylor & Phillips
6. Sessea crassivenosa Bitter
7. Sessea dependens Ruiz & Pav.
8. Sessea discolor Francey
9. Sessea elliptica Francey
10. Sessea graciliflora Bitter
11. Sessea herzogii Dammer
12. Sessea jorgensenii Benítez
13. Sessea lehmannii Bitter
14. Sessea macrophylla Francey
15. Sessea multinervia Francey
16. Sessea pedicellata Francey
17. Sessea sodiroi Bitter
18. Sessea stipulata Ruiz & Pav.
19. Sessea tipocochensis (Werderm.) Francey
20. Sessea vestioides (Schltdl.) Hunz.
21. Sessea vestita (Hook.) Miers

## Sinonimi
- Sesseopsis Hassl.; Ann. Conserv. & Jard. Bot. Geneve 20: 183 (1917)